# Luca Siligardi
Luca Siligardi (Correggio, 26 gennaio 1988) è un calciatore italiano, attaccante della Correggese.

## Caratteristiche tecniche
Mancino naturale, dotato di buona tecnica, le sue caratteristiche tecniche lo rendono un giocatore duttile, in grado di giocare in diversi scacchieri tattici. Il ruolo in cui riesce a dare il meglio di sé è quello di esterno d'attacco di destra, dove può puntare l'avversario rientrando, per calciare verso la porta.

## Carriera
Ha iniziato la sua carriera nel Campagnola, squadra del suo paese in provincia di Reggio Emilia, per proseguire nella Riese e nella Dorando Pietri, in provincia di Modena, con cui disputa il campionato Giovanissimi regionali. Successivamente è passato al Parma per una stagione, prima di fare ritorno al Dorando Pietri, in Eccellenza.
Nell'estate del 2006 si è trasferito all'Inter, con cui ha vinto il Torneo di Viareggio 2008. Debutta in prima squadra il 17 gennaio 2008, sostituendo Dejan Stanković  nella partita di Coppa Italia vinta 3-0 contro la Reggina. Il successivo 16 aprile disputa, sempre in Coppa Italia, la semifinale di andata contro la Lazio. Dopo aver rinnovato il contratto con l'Inter fino a giugno 2012, nella stagione 2008-2009 passa in prestito al Bari e, a partire da gennaio, al Piacenza, entrambe in Serie B. Il 13 luglio 2009 passa in prestito alla Triestina per la Serie B 2009-2010. Il 16 luglio 2010 viene preso in prestito dal Bologna per la stagione 2010-2011, in cui debutta in Serie A il 30 agosto in occasione della gara pareggiata dal Bologna 0-0 proprio contro l'Inter. A fine stagione l'Inter esercita il diritto di controriscatto, riportando il giocatore a Milano.

### Livorno
Il 25 agosto 2011 si trasferisce, in comproprietà, al Livorno, debuttando il 30 agosto nel pareggio per 0-0 contro la Sampdoria. Segna il suo primo gol in campionato all'ottava presenza, il 28 gennaio 2012 nel 2-2 esterno contro la Nocerina. Si ripete il 10 marzo nel 4-1 interno contro l'AlbinoLeffe. Il 22 giugno il Livorno rileva anche l'altra metà del cartellino del giocatore che era ancora in possesso dell'Inter, nell'ambito dell'affare che ha riportato Francesco Bardi all'Inter.
Nella seconda stagione livornese, disputa un'ottima prima parte di campionato, superando la doppia cifra in fatto di gol già nel girone d'andata. Il 2 marzo si infortuna nella gara contro lo Spezia riportando la rottura del legamento crociato, concludendo anzitempo la sua stagione con ben 15 gol segnati in 25 partite. A fine campionato viene premiato come miglior centrocampista della Serie B 2012-2013, e ottiene la promozione in Serie A dopo i play-off.
Nella terza stagione livornese colleziona 26 presenze andando a segno 5 volte. Segna la sua prima rete in serie A all'ottava giornata, quella casalinga contro la Sampdoria, gara persa per 2 a 1. A fine stagione la squadra arriva all'ultimo posto retrocedendo così, dopo un solo anno di permanenza nella massima serie, nella serie cadetta dove segna 10 gol in 31 partite. Complessivamente con la maglia del Livorno in 4 anni ha giocato 104 partite segnando 33 gol.

### Hellas Verona
Il 2 luglio 2015 si trasferisce a parametro zero all'Hellas Verona in Serie A. Lui (così come il club che retrocede da ultimo) vive una stagione complicata con la squadra segnando in 27 partite 2 reti, arrivate nei successi (entrambi per 2-1) contro Atalanta e Milan.
L'anno successivo realizza 5 reti in 31 partite, con la squadra che a fine anno torna in Serie A.

### Parma
Il 15 luglio 2017 viene acquistato a titolo definitivo dal Parma, con cui firma un contratto triennale con opzione per un ulteriore anno.

#### Crotone e Reggiana
Il 5 ottobre 2020 il Parma ha ceduto il calciatore al Crotone a titolo temporaneo.
Il 30 gennaio 2021, dopo avere trovato poco spazio in Calabria, viene ceduto in prestito alla Reggiana. Di ritorno al Parma, all’inizio del campionato di Serie B 2021-22, non rientrando più nei piani societari, viene messo fuori rosa.

#### Feralpisalò
Il 29 gennaio 2022 viene ceduto a titolo definitivo alla Feralpisalò.
Il 30 luglio 2022 sigla la sua prima doppietta con la maglia dei lombardi, nella vittoria di Coppa Italia per 3-1 ai danni del Sudtirol.
Segna il gol dell'1-2 nella partita contro l'Udinese, che costa alla sua squadra l'eliminazione, e che gli fa concludere il torneo con 3 gol fatti in due partite giocate (contro squadre di Serie A e B).

#### SPAL
Il 28 luglio 2023 firma un contratto fino all'anno successivo con la SPAL.

## Statistiche

### Presenze e reti nei club
Statistiche aggiornate al 29 aprile 2024.
| Stagione             | Squadra              | Campionato           | Campionato | Campionato | Coppe nazionali | Coppe nazionali | Coppe nazionali | Coppe continentali | Coppe continentali | Coppe continentali | Altre coppe | Altre coppe | Altre coppe | Totale | Totale |
| Stagione             | Squadra              | Comp                 | Pres       | Reti       | Comp            | Pres            | Reti            | Comp               | Pres               | Reti               | Comp        | Pres        | Reti        | Pres   | Reti   |
| -------------------- | -------------------- | -------------------- | ---------- | ---------- | --------------- | --------------- | --------------- | ------------------ | ------------------ | ------------------ | ----------- | ----------- | ----------- | ------ | ------ |
| 2007-2008            | Inter                | A                    | 0          | 0          | CI              | 2               | 0               | UCL                | -                  | -                  | SI          | -           | -           | 2      | 0      |
| 2008-gen. 2009       | Bari                 | B                    | 5          | 0          | CI              | 0               | 0               | -                  | -                  | -                  | -           | -           | -           | 5      | 0      |
| gen.-giu. 2009       | Piacenza             | B                    | 3          | 1          | CI              | -               | -               | -                  | -                  | -                  | -           | -           | -           | 3      | 1      |
| 2009-2010            | Triestina            | B                    | 20+2       | 4          | CI              | 0               | 0               | -                  | -                  | -                  | -           | -           | -           | 22     | 4      |
| 2010-2011            | Bologna              | A                    | 12         | 0          | CI              | 2               | 0               | -                  | -                  | -                  | -           | -           | -           | 14     | 0      |
| 2011-2012            | Livorno              | B                    | 21         | 3          | CI              | 0               | 0               | -                  | -                  | -                  | -           | -           | -           | 21     | 3      |
| 2012-2013            | Livorno              | B                    | 22         | 13         | CI              | 3               | 2               | -                  | -                  | -                  | -           | -           | -           | 25     | 15     |
| 2013-2014            | Livorno              | A                    | 26         | 5          | CI              | 0               | 0               | -                  | -                  | -                  | -           | -           | -           | 26     | 5      |
| 2014-2015            | Livorno              | B                    | 31         | 10         | CI              | 1               | 0               | -                  | -                  | -                  | -           | -           | -           | 32     | 10     |
| Totale Livorno       | Totale Livorno       | Totale Livorno       | 100        | 31         |                 | 4               | 2               |                    | -                  | -                  |             | -           | -           | 104    | 33     |
| 2015-2016            | Verona               | A                    | 28         | 2          | CI              | 2               | 0               | -                  | -                  | -                  | -           | -           | -           | 30     | 2      |
| 2016-2017            | Verona               | B                    | 31         | 5          | CI              | 1               | 0               | -                  | -                  | -                  | -           | -           | -           | 32     | 5      |
| Totale Hellas Verona | Totale Hellas Verona | Totale Hellas Verona | 59         | 7          |                 | 3               | 0               |                    | -                  | -                  |             | -           | -           | 62     | 7      |
| 2017-2018            | Parma                | B                    | 18         | 1          | CI              | 1               | 0               | -                  | -                  | -                  | -           | -           | -           | 19     | 1      |
| 2018-2019            | Parma                | A                    | 29         | 1          | CI              | -               | -               | -                  | -                  | -                  | -           | -           | -           | 29     | 1      |
| 2019-2020            | Parma                | A                    | 12         | 0          | CI              | 2               | 1               | -                  | -                  | -                  | -           | -           | -           | 14     | 1      |
| ago.-ott. 2020       | Parma                | A                    | 2          | 0          | CI              | -               | -               | -                  | -                  | -                  | -           | -           | -           | 2      | 0      |
| Totale Parma         | Totale Parma         | Totale Parma         | 61         | 2          |                 | 3               | 1               |                    | -                  | -                  |             | -           | -           | 64     | 3      |
| ott. 2020-gen. 2021  | Crotone              | A                    | 4          | 0          | CI              | 1               | 0               | -                  | -                  | -                  | -           | -           | -           | 5      | 0      |
| gen.-giu. 2021       | Reggiana             | B                    | 9          | 0          | CI              | -               | -               | -                  | -                  | -                  | -           | -           | -           | 9      | 0      |
| 2021-gen. 2022       | Parma                | B                    | 0          | 0          | CI              | 0               | 0               | -                  | -                  | -                  | -           | -           | -           | 0      | 0      |
| gen.-giu. 2022       | Feralpisalò          | C                    | 7+6        | 0+1        | CI-C            | 0               | 0               | -                  | -                  | -                  | -           | -           | -           | 13     | 1      |
| 2022-2023            | Feralpisalò          | C                    | 30         | 7          | CI+CI-C         | 2+1             | 3               | -                  | -                  | -                  | SC-C        | 2           | 1           | 35     | 11     |
| Totale Feralpisalò   | Totale Feralpisalò   | Totale Feralpisalò   | 37+6       | 7+1        | -               | 3               | 3               | -                  | -                  | -                  | -           | 2           | 1           | 48     | 12     |
| 2023-2024            | SPAL                 | C                    | 14         | 1          | CI-C            | 0               | 0               | -                  | -                  | -                  | -           | -           | -           | 14     | 1      |
| Totale carriera      | Totale carriera      | Totale carriera      | 332        | 54         |                 | 18              | 8               |                    | -                  | -                  |             | 2           | 1           | 352    | 63     |

## Palmarès

### Club

#### Competizioni giovanili
- Campionato Primavera: 1

Inter: 2006-2007
- Torneo di Viareggio: 1

Inter: 2008

#### Competizioni nazionali
- Serie C: 1

Feralpisalò: 2022-2023 (Girone A)

#### Competizioni regionali
- Eccellenza: 1

Correggese: 2024-2025 (girone A)